# بيلي بالمر
بيلي بالمر (بالإنجليزية: Billy Palmer)‏ (1 يناير 1888 بارنسلي المملكة المتحدة - 1 يناير 1955) هو لاعب كرة قدم بريطاني سابق كان يلعب كمهاجم.